# فيليبور رادوفيتش
فيليبور رادوفيتش (بالعبرية: בורקו ראדוביץ'‏) مواليد 16 مارس 1972 في بودغوريتسا، جمهورية يوغوسلافيا الاشتراكية الاتحادية، هو لاعب كرة سلة مونتينيغري معتزل. بدأ مسيرته الاحترافية في سنة 1989. اعتزل اللعب في 2010.

## المسيرة الاحترافية
لعب مع نادي ريد ستار لكرة السلة في موسم 1995–1996، ثم لعب مع مكابي تل أبيب لكرة السلة من سنة 1996 إلى 1999، ثم لعب مع النجم الأحمر بلغراد في موسم 2002–2003، ثم لعب مع نانسي باسكت في الدوري الفرنسي في موسم 2003–2004.